# متلازمة أندرسن-طويل
متلازمة أندرسن- طويل، وتسمى أيضًا متلازمة أندرسن أو متلازمة كيو تي الطويلة 7، وهي اضطراب وراثي نادر يصيب عدة أجزاء من الجسم. تشمل السمات الرئيسية الثلاث لمتلازمة أندرسن ما يلي: اضطراب في كهربائية القلب يظهر على التخطيط بتطاول فترة كيو تي والميل إلى حدوث اضطرابات في نظم القلب، ووجود سمات جسدية معينة كانخفاض الأذنين وصغر حجم الفك السفلي، ومعاناة المريض من ضعف عضلي متقطع معروف باسم شلل نقص بوتاسيوم الدم الدوري.
تورث متلازمة أندرسن بشكل وراثي جسمي سائد. تحدث معظم الحالات نتيجة طفرة في مورثة KCNJ2. تشفر هذه المورثة القناة الأيونية التي تنقل البوتاسيوم خارج خلايا عضلة القلب. يمكن علاج عدم انتظام ضربات القلب دوائيًا باستخدام الفليكاينيد أو حاصرات بيتا، ولكن قد يلجأ الأطباء في بعض الحالات إلى استخدام مقوم نظم القلب مزيل الرجفان القابل للزرع. يعالج الشلل الدوري باستخدام مثبطات الأنهيدراز الكربونية مثل الأسيتازولاميد. تعتبر هذه الحالة نادرة جدًا ويعتقد أنها تصيب شخص واحد من كل مليون. وصفت إلين أندرسن السمات الثلاث المرتبطة بهذه الحالة لأول مرة في عام 1971، بينما قدم ربيع طويل لاحقًا مساهمات كبيرة في فهمها.

## العلامات والأعراض

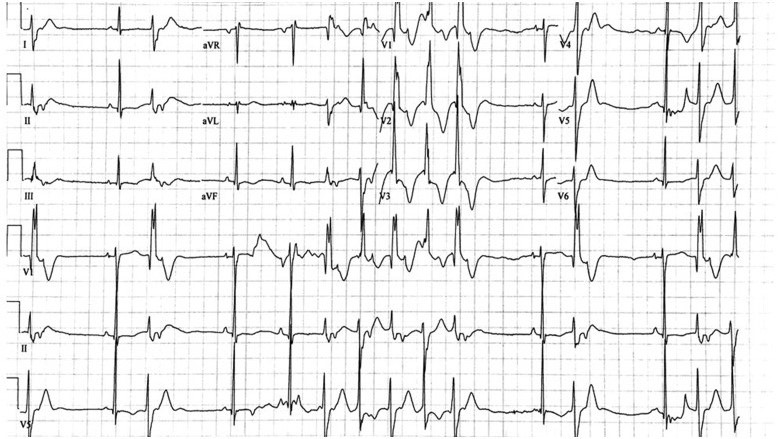
يظهر مخطط كهربائية القلب تسرع قلب بطيني ثنائي الاتجاه لدى أنثى تبلغ من العمر 9 سنوات مصابة بمتلازمة أندرسن- طويل.

تضم متلازمة أندرسن كلاسيكيًا ثلاث مجموعات رئيسية من السمات، وهي: اضطراب الوظيفة الكهربائية للقلب، وشلل نقص بوتاسيوم الدم الدوري، وعدة خصائص جسدية مميزة. مع ذلك، لن يعاني بعض المصابين من جميع السمات السابقة.

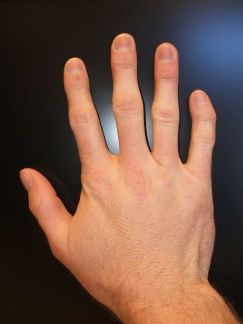
تقوس الأصابع: انحناء غير طبيعي للإصبع الخامس باتجاه الإصبع الرابع.

يحدث في متلازمة أندرسن تطاول بفترة كيو تي، وهي مقياس للوقت الذي يستغرقه القلب للاسترخاء بعد كل نبضة. وكما هو الحال في الأشكال الأخرى من متلازمة كيو تي الطويلة، قد يؤدي ذلك إلى اضطراب نظم القلب، كحدوث انقباض بطيني سابق لأوانه أو تسرع قلب بطيني مثلًا، وهذا ما يسبب الشعور بالخفقان لدى المريض. في معظم الحالات، يتخذ تسرع القلب البطيني في متلازمة أندرسن نمطًا يعرف بتسرع القلب البطيني ثنائي الاتجاه. قد يسبب عدم انتظام ضربات القلب المرتبط بالحالة موت قلبي مفاجئ، ولكن يبقى خطر حدوث ذلك أقل مقارنةً بالأشكال الأخرى من متلازمة كيو تي الطويلة.
تؤثر التشوهات الجسدية المرتبطة بمتلازمة أندرسن على الرأس والوجه والأطراف والعمود الفقري. تشمل تشوهات الرأس والوجه ما يلي: صغر الفك السفلي (صغر الفك) وانخفاض مستوى الأذنين وتباعد العينين (فرط التباعد) وعرض الجبهة وجذر الأنف وارتفاع الحنك وتقوسه أو انشقاقه وتزورق الرأس –رأس طويل وضيق. تشمل تشوهات الأطراف والعمود الفقري ما يلي: تقوس غير طبيعي للأصابع خاصةً الإصبع الخامس (تقوس الأصابع) والتصاق أصابع اليدين أو القدمين (ارتفاق الأصابع) وقصر القامة والانحراف الجانبي للعمود الفقري (الجنف).
يمثل ضعف العضلات المتقطع السمة الرئيسية الثالثة لمتلازمة أندرسن. قد يستغرق الأمر عدة ثواني لعدة دقائق، ولكن قد يستمر في بعض الحالات لأيام. يحدث الضعف عادةً في الأوقات التي تكون فيها مستويات البوتاسيوم في الدم أقل من الطبيعي (نقص بوتاسيوم الدم)، ويشار إلى ذلك باسم شلل نقص بوتاسيوم الدم الدوري. ومع ذلك، قد يحدث الضعف عندما تكون مستويات بوتاسيوم الدم طبيعية؛ إذ يمكن أن يتحرض ذلك نتيجة عوامل أخرى -كالتمارين الرياضية أو البرد أو الحيض.

## السبب
تعتبر متلازمة أندرسن الطويل اضطراب وراثي يحدث في معظم الحالات نتيجة طفرة في المورثة KCNJ2. يورث أحد الوالدين المرض بطريقة جسمية سائدة في معظم الحالات، ولكن قد يحدث الاضطراب نتيجة طفرة جينية جديدة في الشخص المصاب.
وصف الأدب الطبي نمطين للمتلازمة، ويتميز كل نمط بخلل جيني مختلف. يمثل النمط الأول نحو 60% من الحالات، وينجم عن حدوث طفرة في المورثة KCNJ2. بينما يمثل النمط الثاني نحو 40% من الحالات، ولا يترافق بوجود طفرة معينة في المورثة KCNJ2. يعاني بعض مرضى النمط الثاني من طفرات في المورثة KCNJ5 التي تشفر قنوات أيونات البوتاسيوم أيضًا، ولكن لم يعثر الدارسون على أي طفرات جينية في كثير الحالات.
يشكل البروتين الذي تصنعه المورثة KCNJ2 قناة أيونية تنقل أيونات البوتاسيوم إلى داخل الخلايا العضلية. تحمل تلك القناة (Kir2.1) تيارًا من البوتاسيوم يُعرف باسم IK1، وهو المسؤول عن ضبط كمون الراحة الغشائي للخلايا العضلية. ولهذا، تعتبر القناة ضرورية للحفاظ على الوظائف الطبيعية للعضلات الهيكلية والقلبية. تغير طفرات المورثة KCNJ2 البنية والوظيفة المعتادة لقنوات البوتاسيوم أو تمنع توضع القنوات بشكل صحيح ضمن غشاء الخلية. تمنع العديد من الطفرات ارتباط القنوات بجزيء فوسفاتيديل إينوزيتول 4-5- ثنائي الفوسفات، وهذا سيعرقل نظام عملها. تؤدي هذه التغييرات إلى تعطيل تدفق أيونات البوتاسيوم، مما يؤدي إلى حدوث الشلل الدوري واضطراب نظم القلب.
| النمط                                | رقمه على قاعدة بيانات الوراثة المندلية البشرية عبر الإنترنت | المورثة | ملاحظات |
| ------------------------------------ | ----------------------------------------------------------- | ------- | --- |
| النمط الأول من متلازمة أندرسن- طويل  | 170390                                                      | KCNJ2   | تشفر القناة Kir2.1 التي تحمل تيار البوتاسيوم IK1.                                                                                         |
| النمط الثاني من متلازمة أندرسن- طويل | 600734                                                      | KCNJ5   | تشفر بروتين GIRK4 المسؤول عن قنوات البوتاسيوم المعدلة داخليًا الحساسة للبروتين جي (Kir3.4) التي تحمل تيار البوتاسيوم المعروف باسم IK(Ach). |

## العلاج
لا يمكن علاج متلازمة أندرسن- طويل باعتبارها مرض وراثي. ومع ذلك، يمكن علاج العديد من أعراض المتلازمة بنجاح باستخدام الأدوية أو الأجهزة القابلة للزرع. تعني ندرة الحالة أن العديد من هذه العلاجات تستند إلى رأي جماعي؛ إذ لا يسمح عدد المرضى القليل جدًا بإجراء تجارب سريرية قوية.

### تدابير عامة
يجب تجنب الأدوية التي تزيد من تطاول كيو تي مثل السوتالول والأميودارون؛ فقد ترفع هذه الأدوية احتمال حدوث اضطرابات نظم. يمكن العثور على قوائم الأدوية المرتبطة بتطاول كيو تي على الإنترنت. يجب أيضًا تجنب الأدوية التي تقلل مستويات البوتاسيوم في الدم كمدرات البول مثل الفوروسيميد والبندروفلوميثيازيد؛ وذلك لأنها ستزيد من احتمال حدوث الشلل الدوري واضطرابات النظم. قد تكون المكملات الغذائية الحاوية على البوتاسيوم مفيدة في رفع مستوى بوتاسيوم الدم. يجب تجنب الرياضة الشاقة أو التنافسية لأنها قد تزيد من خطر اضطراب نظم القلب. مع ذلك، ينصح بممارسة الرياضة الخفيفة بشكل عام.

### عدم انتظام ضربات القلب

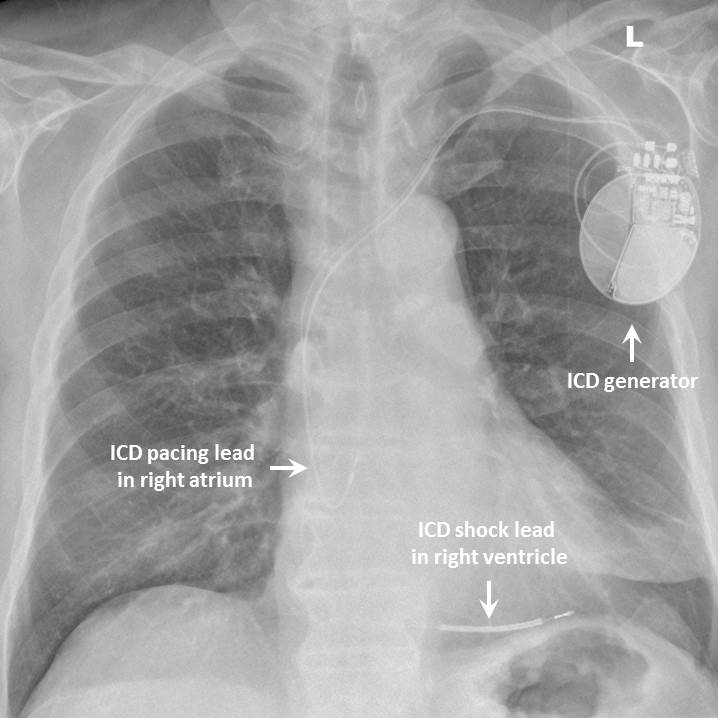
صورة صدر بالأشعة السينية تظهر مقوم نظم القلب مزيل الرجفان القابل للزرع.

يكون المرضى أكثر عرضة لاضطرابات النظم الخطيرة، كما هو الحال في الأشكال الأخرى من متلازمة كيو تي الطويلة. مع ذلك، يمكن تقليل خطر ذلك باستخدام حاصرات بيتا –كالبروبرانولول مثلًا- التي تمنع تأثير الأدرينالين على القلب. قد تكون الأدوية الأخرى المضادة لاضطرابات النظم مثل الفليكاينيد والفيراباميل مفيدة أيضًا. يلجأ الأطباء لجهاز مقوم نظم القلب مزيل الرجفان القابل للزرع لدى المرضى المعرضين لاضطرابات نظم خطيرة متكررة -كالذين تعرضوا مسبقًا لتوقف قلب مثلًا. يزرع مقوم نظم القلب مزيل الرجفان تحت الجلد، وهو عبارة عن جهاز صغير يكتشف اضطرابات النظم الخطيرة ويعالجها تلقائيًا بصدمة كهربائية صغيرة.

### الشلل الدوري
يمكن تحسين الشلل الدوري عن طريق تناول مثبطات الأنهيدراز الكربونية مثل الأسيتازولاميد.

## التسمية
سميت المتلازمة بهذا الاسم نسبة لألن أندرسن وربيع طويل.